# Yungaseremaeus longisetosus
Yungaseremaeus longisetosus är en kvalsterart som beskrevs av Balogh och Sandór Mahunka 1969. Yungaseremaeus longisetosus ingår i släktet Yungaseremaeus och familjen Caleremaeidae. Inga underarter finns listade i Catalogue of Life.